# Matteo Andreini
Matteo Andreini (Città di San Marino, 10 ottobre 1981) è un ex calciatore sammarinese, di ruolo difensore.

## Carriera
Il 1º luglio 2009 marcò il suo primo goal in Champions League nei turni preliminari d'accesso alla competizione, contro gli andorrani del Sant Julià.
È stato convocato dalla rappresentativa Nazionale del suo paese 28 volte. 
Nel 2018, Andreini ha ricoperto il ruolo di capitano del Tre Fiori, guidando il club al passaggio del primo turno preliminare nelle competizioni UEFA. Il Tre Fiori è stato tra la prima squadra del paese a ottenere una vittoria in ambito europeo, superando il Bala Town (Galles) nel turno preliminare di UEFA Europa League.